# Gufotempel
Gufotempel ligt aan de Qingshui Rivier, Jingangku, China. Het is de eerste tempel die men ziet als men de Wutai Shan beklimt via de zuidelijke route. De tot nu overgebleven geschiedenisrollen over Wutai Shan, vertellen alleen over de renovaties van de tempel, maar niet over het bouwjaar. Daarom gaat de legende van de tempel voort als oudste tempel, die zelfs voor de wereldschepping bestond. Jingangku ligt in een afgelegen gebied.